# Вовківщина (Молодечненський район)
Вовківщина (біл. вёска Воўкаўшчына) — село в складі Молодечненського району Мінської області, Білорусь. Село підпорядковане Красненській сільській раді, розташоване в західній частині області.

## Історія
З 1793 після другого розділу Речі Посполитої Войтелі, як і вся Вілейщина, входила до складу Російської імперії, був утворений Вілейський повіт у складі спочатку Мінської губернії, а з 1843 - Віленської губернії.
У 1921–1945 роках село знаходилось у Польщі, у Вільнюськім воєводстві, Вілейського повіту, пазней у складзе (1927) Маладзечанского повіту, у гміні Красне.
1964 года вёска Ваўкі была перайменавана ў вёску Загірське.

## Населення
- 1866 рік — 4 людини, 1 будинків[2]
- 1921 рік — 111 людини, 23 будинків[3]
- 1931 рік — 131 людини, 29 будинків[4].